# Terril du sept
Pour les articles homonymes, voir Sept (homonymie).
 (avril 2021).
Si vous disposez d'ouvrages ou d'articles de référence ou si vous connaissez des sites web de qualité traitant du thème abordé ici, merci de compléter l'article en donnant les références utiles à sa vérifiabilité et en les liant à la section « Notes et références ».
 (avril 2021).
La mise en forme du texte ne suit pas les recommandations de Wikipédia : il faut le « wikifier ».
Les points d'amélioration suivants sont les cas les plus fréquents. Le détail des points à revoir est peut-être précisé sur la page de discussion.
- Les titres sont pré-formatés par le logiciel. Ils ne sont ni en capitales, ni en gras.
- Le texte ne doit pas être écrit en capitales (les noms de famille non plus), ni en gras, ni en italique, ni en « petit »…
- Le gras n'est utilisé que pour surligner le titre de l'article dans l'introduction, une seule fois.
- L'italique est rarement utilisé : mots en langue étrangère, titres d'œuvres, noms de bateaux, etc.
- Les citations ne sont pas en italique mais en corps de texte normal. Elles sont entourées par des guillemets français : « et ».
- Les listes à puces sont à éviter, des paragraphes rédigés étant largement préférés. Les tableaux sont à réserver à la présentation de données structurées (résultats, etc.).
- Les appels de note de bas de page (petits chiffres en exposant, introduits par l'outil «  Source ») sont à placer entre la fin de phrase et le point final[comme ça].
- Les liens internes (vers d'autres articles de Wikipédia) sont à choisir avec parcimonie. Créez des liens vers des articles approfondissant le sujet. Les termes génériques sans rapport avec le sujet sont à éviter, ainsi que les répétitions de liens vers un même terme.
- Les liens externes sont à placer uniquement dans une section « Liens externes », à la fin de l'article. Ces liens sont à choisir avec parcimonie suivant les règles définies. Si un lien sert de source à l'article, son insertion dans le texte est à faire par les notes de bas de page.
- La présentation des références doit suivre les conventions bibliographiques. Il est recommandé d'utiliser les modèles {{Ouvrage}}, {{Chapitre}}, {{Article}}, {{Lien web}} et/ou {{Bibliographie}}. Le mode d'édition visuel peut mettre en forme automatiquement les références.
- Insérer une infobox (cadre d'informations à droite) n'est pas obligatoire pour parachever la mise en page.

Pour une aide détaillée, merci de consulter Aide:Wikification.
Si vous pensez que ces points ont été résolus, vous pouvez retirer ce bandeau et améliorer la mise en forme d'un autre article.
Le terril du sept, aussi nommé terril 7-8 Hornu et Wasmes, se situe sur la commune belge de Boussu en province de Hainaut. Ce terril est un ancien site de charbonnage appartenant à la dernière concession minière de Agrappe Escoufiaux et Hornu Wasmes.
Ce terril a une superficie de 16,8 ha. 
À l'heure actuelle, il est utilisé par des parapentistes comme terrain de jeu.

## Histoire
Le charbonnage de Agrappe Escoufiaux et Hornu Wasmes associé au terril, débute en 1935 et s'achève en 1958. 

## Classement
Le terril du sept est classé selon l'Arrêté ministériel de 1995 en catégorie B - Exploitable.
Bien que ce ne soit pas un classement, le site est reconnu comme Site de Grand Intérêt Biologique (SGIB) : 2779 - Terril du sept

## Accès
Le GR412 - le Sentier de Grande Randonnée "spécial terrils" passent au travers du site. D'autres chemins peuvent être empruntés. Ce site n'est pas accessible aux personnes à mobilité réduite. 

## Site de Grand Intérêt Biologique - S.G.I.B
Le terril du Sept  (SGIB - 2362), qui présente un site largement dénudé, offre une vision imprenable à 360° extrêmement intéressant pour le suivi migratoire. Il dispose d’une énorme friche herbacée, une petite roselière et une boulaie. Son avifaune est assez variée : Rousserolle verderolle, Hypolaïs polyglotte et ictérine, Locustelle tachetée, Bruant jaune, Tarier pâtre, …

### Espèces
Les tableaux ci-dessous décrivent une partie (liste non exhaustive) de la faune et de la flore que l'on peut rencontrer sur le Site de Grand Intérêt Biologique du terril 7-8 Hornu et Wasmes.
| Règne    | Classe        | Nom scientifique       | Nom vernaculaire         | Illustration |
| -------- | ------------- | ---------------------- | ------------------------ | ------------ |
| Animalia | Insecta       | Callophrys rubi        | Thècle de la ronce       |              |
| Animalia | Insecta       | Laptidea sinapis       | Piéride de la moutarde   |              |
| Animalia | Aves          | Acrocephalus palustris | Rousserolle verderolle   |              |
| Animalia | Aves          | Hippolais polyglotta   | Hypolais polyglotte      |              |
| Animalia | Aves          | Hippolais icterina     | Hypolais ictérine        |              |
| Animalia | Aves          | Locustella naevia      | Locustelle tachetée      |              |
| Animalia | Aves          | Emberiza citrinella    | Bruant jaune             |              |
| Animalia | Aves          | Saxicola rubicola      | Tarier pâtre             |              |
| Plantae  | Magnoliopsida | Anthyllis vulneraria   | Anthyllide vulnéraire    |              |
| Plantae  | Magnoliopsida | Centaurium erythraea   | Petite-centaurée commune |              |
| Plantae  | Magnoliopsida | Dianthus armeria       | Œillet arméria           |              |
| Plantae  | Magnoliopsida | Sambucus ebulus        | Sureau hièble            |              |
| Plantae  | Magnoliopsida | Verbascum blattaria    | Molène blattaire         |              |